# 韩理加略
韩理加略（德语：Richard Henle，1863年7月21日—1897年11月1日）是一位天主教圣言会会士，1890-1897年期间在中国山东省传教。
1880年10月8日（17岁），韩理加略抵达Style圣言会会院，1888年6月15日（24岁）由科隆总主教安東·休伯特·菲舍爾祝圣为神父。 1890年9月15日，他受差遣，前往中国传教，经过瑞士前往热那亚，9月30日登上萨克森号船前往上海。 船只穿过苏伊士运河，经停亚丁和科伦坡，于1890年11月5日抵达上海。
1897年11月1日（38岁），能方济与韩理加略去山东省曹州府巨野县张家庄拜访另一位德国圣言会神父薛田资，二人当晚被大刀会杀害，只有薛田资侥幸逃脱。这一事件称为巨野教案，导致皇帝威廉二世命令德国海军武装占领胶州湾、并和清政府协议划定胶州湾租借地，青岛由此建立。